# Ramiro Castillo
Ramiro Castillo Salinas (Coripata, 27 de março de 1966 – Achumani, 18 de outubro de 1997) foi um futebolista boliviano que atuava como meia-atacante.
Era conhecido por "Chocolatín", por causa de sua pele escura, rara em um país cuja população é predominantemente indígena.

## Carreira
Começou sua carreira no The Strongest, em 1985. Jogou apenas uma temporada no Tigre antes de ser transferido para o futebol argentino, onde jogou durante sete anos.
Na Argentina, jogou por Instituto, Argentinos Juniors, River Plate, Rosario Central e Platense. Durante este período, Castillo instituiu um recorde: é o boliviano com mais partidas disputadas em território argentino: foram 146 jogos e dez gols marcados.
Voltaria à Bolívia e ao The Strongest em 1993, saindo da equipe em 1996 e permaneceria alguns meses sem jogar, antes de assinar contrato com o Bolívar, maior rival do Tigre. Antes, teve uma curta passagem pelo Everton de Viña del Mar, no Chile.

## Seleção Boliviana
Castillo jogaria 52 partidas pela Seleção Boliviana de Futebol entre 1989 e 1997, marcando cinco gols. Jogaria a Copa de 1994 e quatro edições da Copa América (1989, 1991, 1993 e 1997), tendo atuado 13 vezes pelas eliminatórias para as Copas de 1990, 1994 e 1998.
Sua última partida por La Verde (e também em sua carreira profissional) foi em 12 de outubro de 1997, contra o Equador, pelas eliminatórias da Copa de 1998. A Bolívia não conseguiu a classificação para o torneio.

### A perda do filho antes da final da Copa América
Os bolivianos chegariam à final da Copa América de 1997, sendo derrotada pelo Brasil por 3 a 1. Pouco antes do jogo final, Chocolatín se preparava para disputar a partida quando recebe a notícia da internação de seu filho Juan Manuel, então com três anos de idade, em decorrência de hepatite.
Dois dias depois, no dia 30 de junho, o estado do menino piorou e ele morreu horas depois.

## Suicídio
Abalado pela morte de seu filho, Castillo entrou em depressão, isolando-se de todos e vários amigos tentaram ajudá-lo a superar tal situação, sem êxito.
Sem esperanças de se recuperar da depressão, resolveu se suicidar em 18 de outubro de 1997. Ele foi encontrado com uma gravata enrolada em seu pescoço, na cidade de Achumani, ao sul de La Paz. Ele deixou a esposa, María del Carmen Crespo, e outros 3 filhos.

## Homenagem
Depois da morte prematura de Castillo, foi respeitado um minuto de silêncio no jogo entre Platense (último clube do meia-atacante na Argentina) e Gimnasia y Esgrima de Jujuy, onde seu irmão, Iván, e o zagueiro Óscar Sánchez (falecido em 2007), atuavam. Na partida, jogadores dos dois clubes usaram uma braçadeira preta em sinal de luto.

## Títulos
The Strongest
- Campeonato Boliviano: 1986

Bolívar
- Campeonato Boliviano: 1997